# Opowieści z miasta fatum
Opowieści z miasta fatum – czwarty nielegal polskiego rapera Buki. Wydawnictwo ukazało się 13 września 2010 roku nakładem samego wykonawcy. 12 listopada 2012 roku ukazało się wznowienie płyty. Materiał wydała firma MaxFloRec. W ramach promocji reedycji zostały zrealizowane teledyski do utworów "Siema fatum" i "Analiza".

## Lista utworów
Opracowano na podstawie materiału źródłowego.
1. "Amnezja" (produkcja: Jukasz)	- 2:54
2. "Dawno temu" (produkcja: Jukasz) - 3:32
3. "Siema fatum" (produkcja: Jukasz) - 4:24
4. "A kiedy mówię" (gościnnie: Har-Q, produkcja: Jukasz, scratche: DJ Cider) - 4:51
5. "Wiesz o co chodzi" (produkcja: Szuru) - 3:00
6. "Halo - Skit" (produkcja: Jukasz) - 0:53
7. "Interviev" (gościnnie: Skorup, produkcja: Miliony Decybeli, scratche: DJ Hopbeat) - 3:42
8. "Milczenie" (produkcja: MTI) - 2:21
9. "7 dni" (gościnnie: Eljot, Skor, produkcja: Jukasz) - 3:58
10. "Opowieści z miasta" (gościnnie: BRZ, Błajo, produkcja: Jukasz) - 4:49
11. "Back in School" (produkcja: Jukasz) - 4:24
12. "Dr Skacz - Skit" (produkcja: Virus) - 2:28
13. "Oni mówią mi" (gościnnie: K2, Mati, produkcja: Jukasz, scratche: DJ Cider)3:55
14. "Plan 2" (produkcja: Miliony Decybeli, scratche: DJ Cider) - 3:33
15. "Analiza" (produkcja: Jukasz) - 4:29